# Tandådalen
Tandådalen är en av Skistars fyra skidanläggningar i Sälen. Anläggningen är ihopkopplad med Hundfjället. Man kan alltså åka lift och skidor mellan dem. I Tandådalen finns två stolliftar, en stollift belägen vid "Stora Backen" vid namn Tandådalen Express, och en stollift i Tandådalen Östra vid namn Pulsen Express.
De övriga skidområdena i Sälen är Kläppen, Lindvallen, Högfjället, Hundfjället, Stöten och Näsfjället.

## Historia
1963 öppnade familjen Gerremo Tandådalens första lift. Här fanns även några småstugor till uthyrning och därmed bildades Tandådalens Linbane AB.

## Galleri

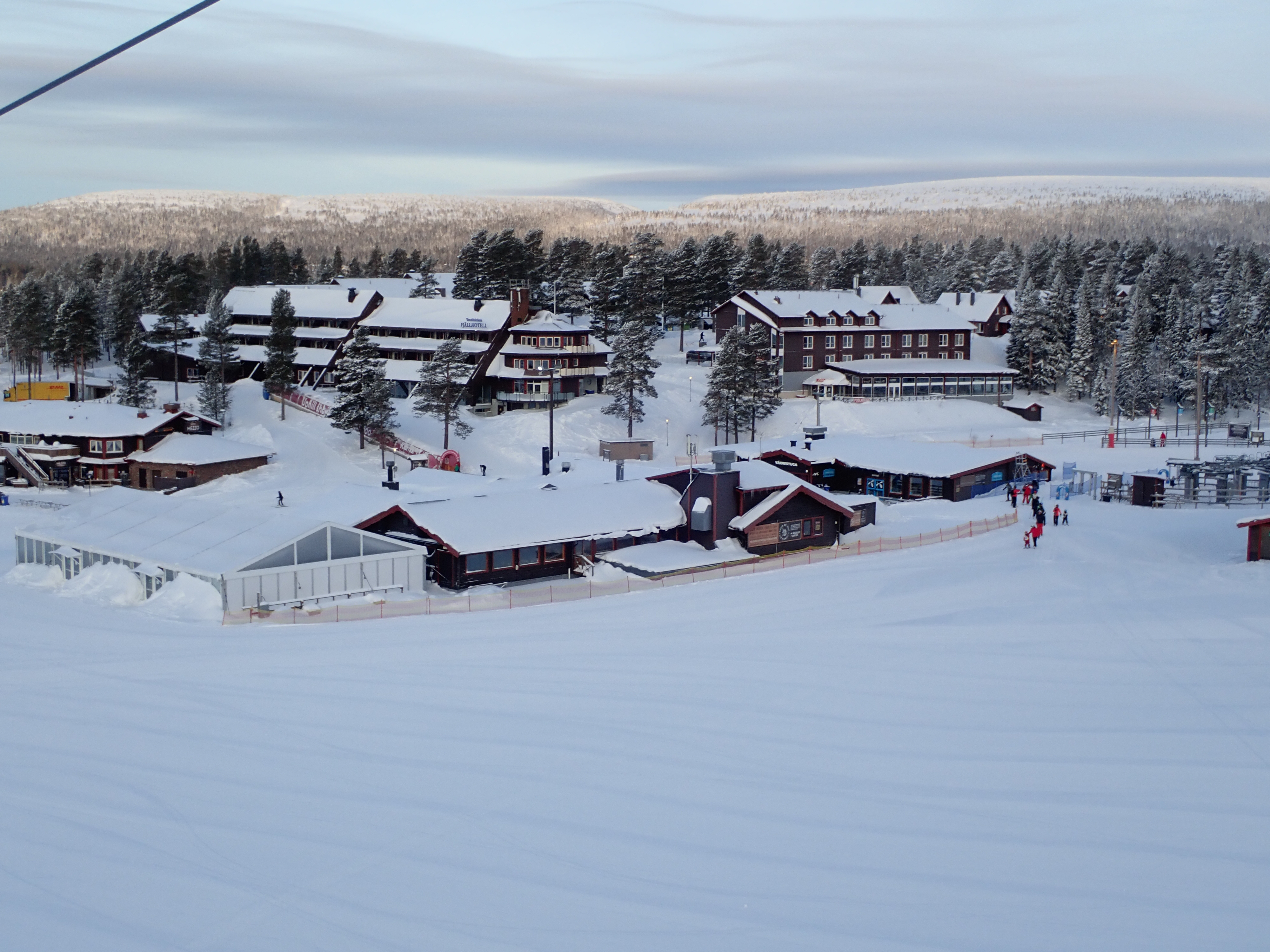
Tandådalens Fjällhotell
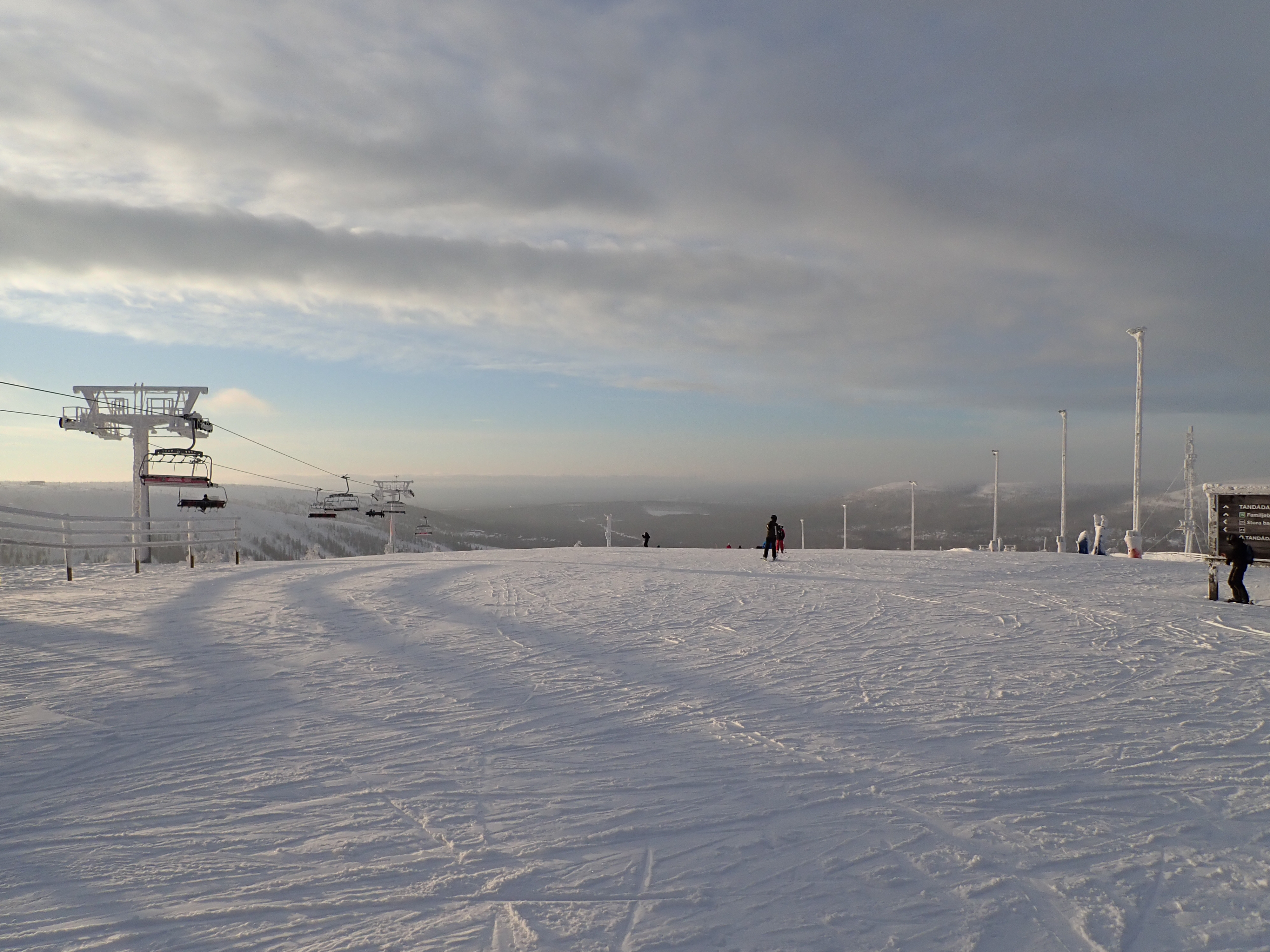
Toppstationen
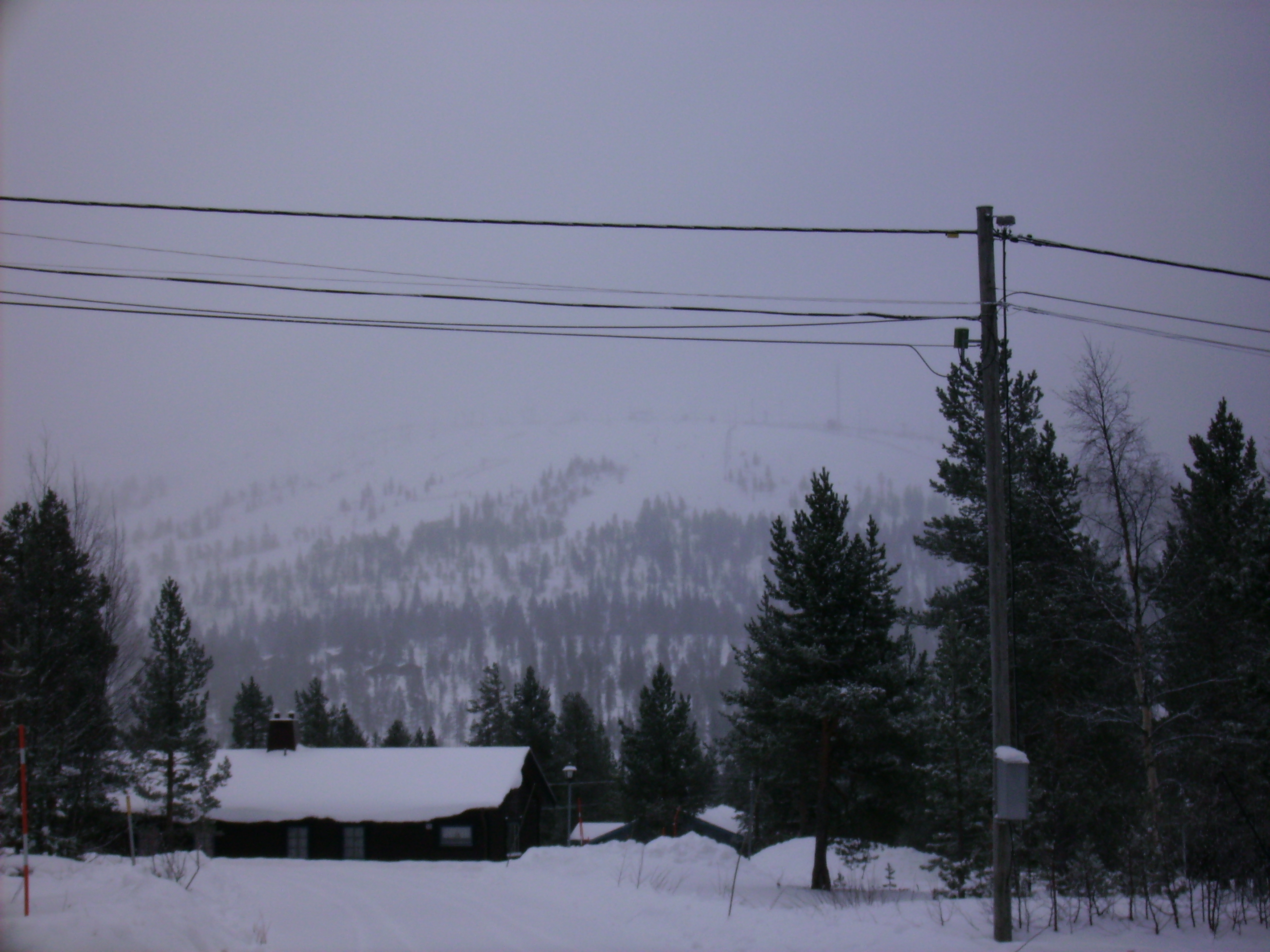
Från stugområdet "Gilleråsen".
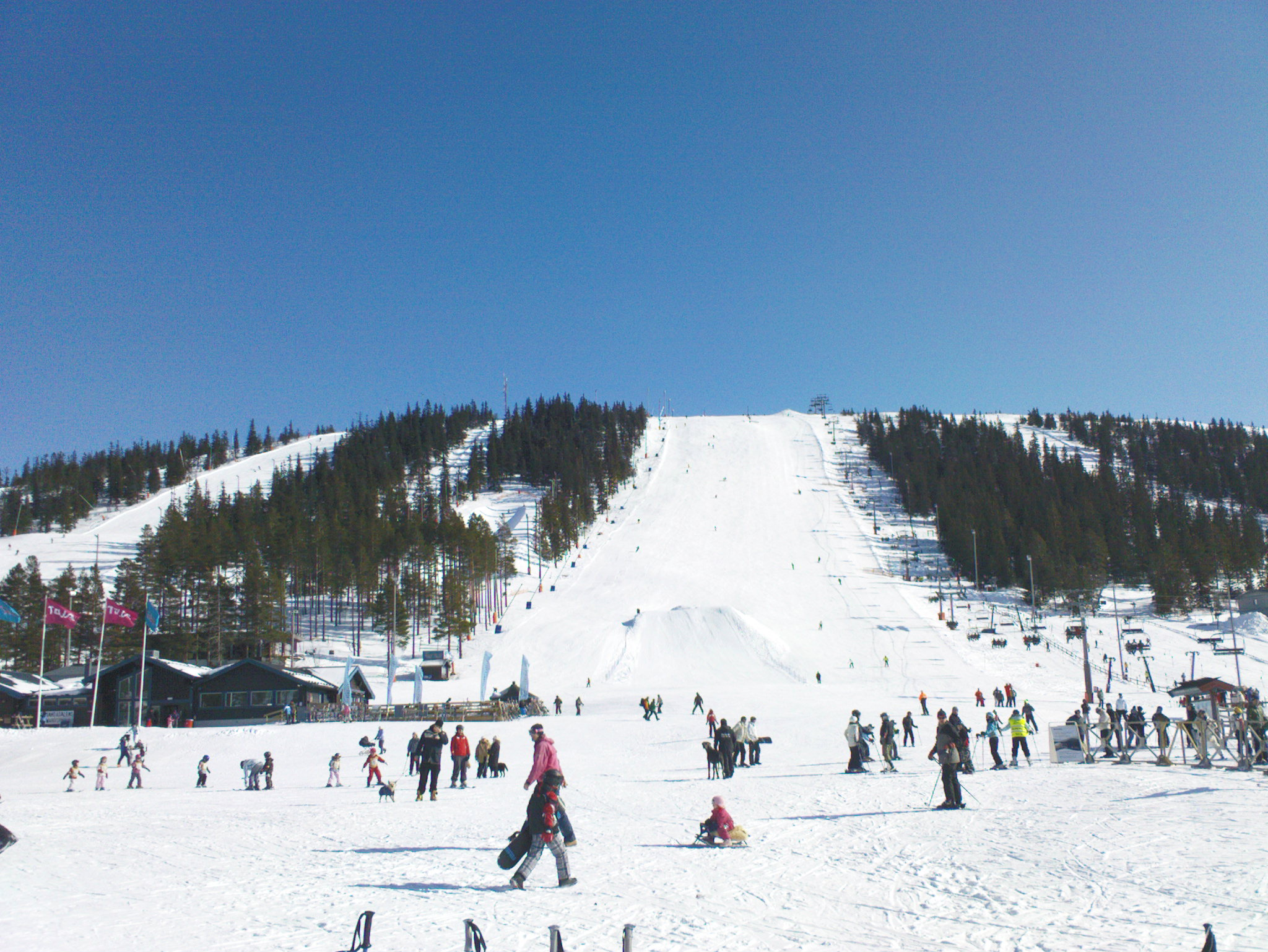
Stora backen.